# マヤ人

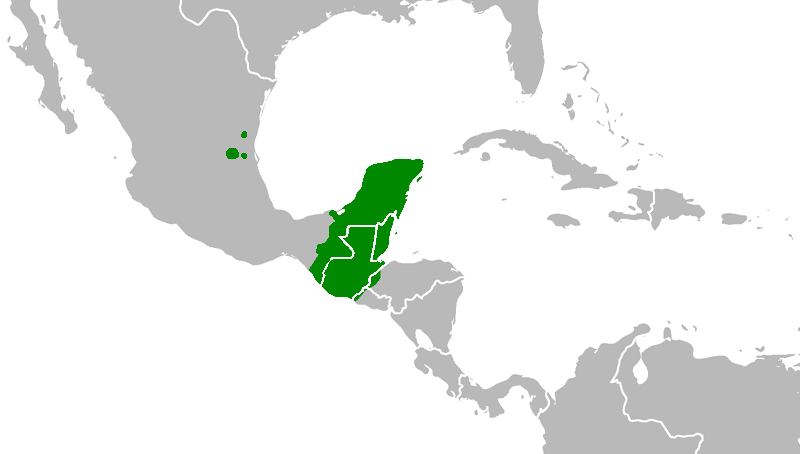
マヤ系の言語が使用されていた歴史上の領域

マヤ人（マヤじん、マヤ系先住民族）とは、メキシコ南部から中央アメリカ北部にかけての地域に居住するアメリカ州の先住民族である。ただし、"マヤ"というまとまった一つの民族として存在しているわけではなく、文化と言語の一部を共有する、異なる多くの集団、社会、エスニックグループを総称したもので、それぞれは彼ら自身の伝統、文化、歴史的なアイデンティティを保持している。
この地域に居住しているマヤ人の人口は、21世紀初頭では700万人と推定されている。グアテマラ、メキシコ南部とユカタン半島、ベリーズ、エルサルバドル、それにホンジュラス西部に大きな共同体が存在しており、今も古代の文化が多く継承され残っている。多数派のメスティーソのスペイン文化に大きく影響を受けつつも、そこから離れた伝統的な生活を続け、しばしば主要な言語としてマヤ語族の言語を使用する。

## ユカタン半島
現代のマヤ人で最大のグループはメキシコのユカタン半島に存在する。彼らの一般的なアイデンティティは彼ら自身を単純に"マヤ"とするものである（西グアテマラの高地の人々とは異なり）。彼らが話す言語を人類学者は"ユカテコ語"と定義するが、話者はこの言語自体も"マヤ"と呼ぶ。マヤの話者は、一般的にスペイン語を第二言語か母語として用いる。
ユカタン半島のマヤ人が最初にヨーロッパ人と遭遇したのは、1511年にスペインの難破船の生存者が浜辺に打ち上げられたときだった。その後は、1517年にコルドバ、1518年にグリハルバ、1519年にはコルテスによる遠征を受け、最終的に1542年、ユカタン半島のマヤ人はスペインの支配を受けることとなった。

## チアパス
メキシコのチアパス州の主要なマヤ系民族はツォツィル族とツェルタル族である。この二民族の先祖は紀元後400年頃に高地に移動し、現在のサン・クリストバル・デ・ラス・カサスの山間部を開拓したと推定されている。

## タバスコ
メキシコのタバスコ州には、チョンタル族が居住している。

## ベリーズ
ベリーズのマヤ人口は、カヨ郡, トレド郡、それにオレンジウォーク郡で集中しているが、それ以外の地域では散在している。彼らはユカテコ、ケクチ、モパンの三つに分かれている。

## グアテマラ

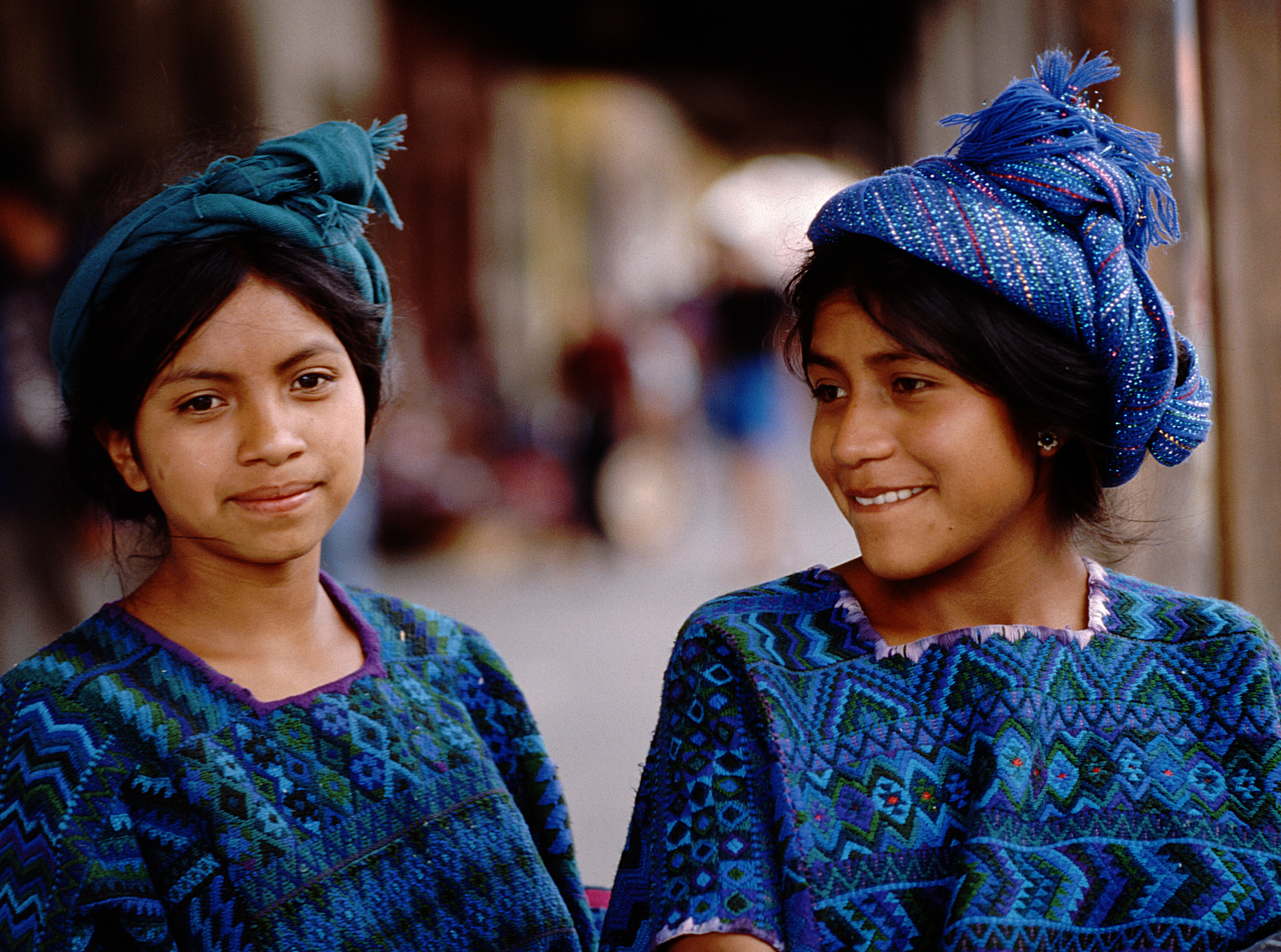
伝統的な衣装に身を包んだグアテマラのアティトラン湖周辺の女性

グアテマラでは、西部の高地に伝統的で大きなマヤ共同体が存在している。バハ・ベラパス県、キチェ県、トトニカパン県、ウェウェテナンゴ県、ケツァルテナンゴ県、それにサン・マルコス県では、人口の大部分をマヤ人が占めており、多くのマヤ語系言語が日常的に話されている。
グアテマラ政府は言語によってマヤ人を21の民族に分けている。特に多いのがキチェ族で、グアテマラの人口の11%を占める。ほかにケクチ族、カクチケル族、マム族の人口が多い。
グアテマラ内戦中（主に1980年代はじめ）には、貧しいマヤ人をゲリラのシンパとしてグアテマラ軍が虐殺し、多くのマヤ人が国外に逃亡した。